# Bousbach
 Bousbach  é uma comuna francesa no departamento de Moselle em Grande Leste, no nordeste de França. Em 2010 a comuna tinha 1 259 habitantes (densidade: 213 hab./km²).